# Itamari
Itamari is een gemeente in de Braziliaanse deelstaat Bahia. De gemeente telt 8.781 inwoners (schatting 2009).